# Königslieder
Königslieder, op. 334, är en vals av Johann Strauss den yngre. Den spelades första gången den 4 april 1869 i Trädgårdssällskapets Blumensaal i Wien. 

## Historia

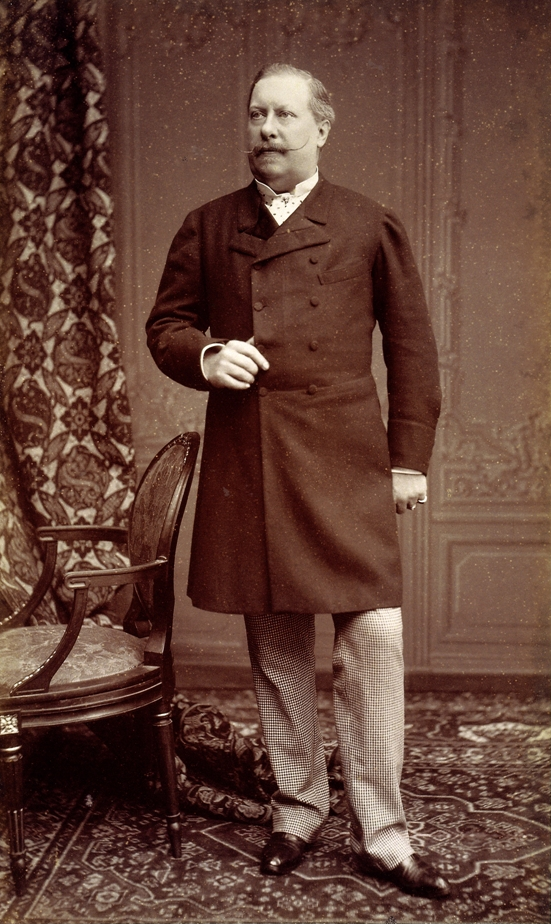
Kung Ludvig I av Portugal.

Sommaren 1862 hade Josef Strauss mot sin vilja tvingats att ersätta sin broder Johann i Pavlovsk utanför Sankt Petersburg då den senare var tvungen att avbryta sin konsertsäsong där och återvända till Wien på grund av utmattning. Sju år senare, 1869, gjorde sig Josef redo att än en gång fara till Pavlovsk med Johann, men denna gång i rollen som erkänd kompositör, för att dela på dirigentskapet under konsertsäsongen i Vauxhall Pavilion. Josef hoppas (förgäves som det skulle visa sig) att för egen del få överta kommande säsonger själv.
Före den planerade avfärden till Ryssland den 7 april förenade sig Josef och Johann med lillebror Eduard i en "Avskedskonsert" söndagen den 4 april i Trädgårdssällskapets lokal. Evenemanget drog en publik på över 3 000 människor och tidningen Neues Fremden-Blatt skrev den 6 april att "denna publiktillströmning är det bästa beviset på den vittomspännande popularitet som Straussarna åtnjuter. För övrigt så snålade publiken inte på applåderna och valsen 'Königslieder' och polkamazurkan 'Fata Morgana' av Johann Strauss liksom valsen 'Huldigungslieder' av Josef Strauss fick tas om flera gånger".
De två nya valserna - Johanns 'Königslieder' och Josefs 'Huldigungslieder' - hade mer gemensamt än bara premiärdatumet: de två verken var tillägnade samma kungliga person: kung Ludvig I av Portugal. Riktigt varför bröderna Strauss valde detta speciella datum att hedra kungen är oklart. Det var inte kungens födelsedag (31 oktober) och han var inte på besök i Wien vid tiden för konserten. Av möjligt intresse är ett brev till Johann Strauss från baronessan von Ruttenstein (1835-90), född Constanze Geiger (se Grillenbanner) och från 1861 gift med prins Leopold av Sachsen-Coburg-Gotha (1824-84). Brevet är daterat den 27 januari 1869 och avsänt från Gotha och lyder i delar: "Det är bra att du väntar till karnevalen är över innan du skickar dina egna och din käre broders kompositioner till Lissabon - gåvan blir då än mer värdefull för Hans Majestät! Var snäll och meddela mig i god tid så att Hans Höghet, min högt värderade make, kan informera sin ärade och upphöjde brorson, Kung Ludvig, om denna försändelse!". Det är okänt om de nämnda kompositionerna verkligen var 'Königslieder' och 'Huldigungslieder', eller möjligen en annan samling danskompositioner av bröderna Strauss.

## Om valsen
Speltiden är ca 12 minuter och 6 sekunder plus minus några sekunder beroende på dirigentens musikaliska tolkning.

## Weblänkar
- Königslieder i Naxos-utgåvan.